# Технолого-економічний коледж БНАУ
ВСП "Технолого-економічний фаховий коледж БНАУ" — навчальний заклад І-ІІ ступенів акредитації державної форми власності у Білій Церкві.
З 1997 року за Постановою Кабінету Міністрів України «Про вдосконалення мережі вищих та професійно-технічних навчальних закладів» є структурним підрозділом Білоцерківського національного аграрного університету.
Коледж має 4 навчальні корпуси, в яких розміщено понад 80 сучасно оснащених кабінетів і лабораторій з загальноосвітніх, загально-професійних та спеціальних дисциплін; 8 комп'ютерних класів, оснащені ПК нового покоління; вихід до мережі Інтернет; навчально-виробничі майстерні, навчальну бухгалтерію, бібліотеку з читальними залами, актову залу, два гуртожитки, буфети.

## Керівництво
Лендрик Людмила Павлівна — директор коледжу, відмінник освіти України, відмінник аграрної освіти та науки, викладач-методист, спеціаліст вищої категорії.
Ольга ХАРЧИШИНА -директор коледжу, спеціаліст вищої категорії, "викладач-методист"

## Освітня діяльність
Технолого-економічний фаховий коледж Білоцерківського національного аграрного університету утверджує в своїй практиці інноваційні технології навчання і виховання молоді, працює над формуванням професійної компетентності майбутнього фахівця, людини високої культури, здатної до творчої праці, професійного розвитку.
Перелік спеціальностей за якими ведеться підготовка у Технолого-економічному фаховому коледжі БНАУ:
| № п/п | Назва спеціальності                                               | Предмет діяльності |
| ----- | ----------------------------------------------------------------- | --- |
| 1.    | Економіка підприємства                                            | планово-економічна, управлінська та фінансова діяльність у сфері виробництва та послуг                                                    |
| 2.    | Комерційна діяльність                                             | налагодження закупівельної діяльності та збутової політики підприємства, організація товарообігу та управління якістю продукції           |
| 3.    | Фінанси і кредит                                                  | планування та управління фінансовими потоками підприємства, побудова ефективної системи надання банківських та страхових послуг           |
| 4.    | Інформаційна діяльність підприємства                              | управління економічною діяльністю підприємства на засадах використання сучасних інформаційних систем і технологій та комп'ютерної техніки |
| 5.    | Монтаж і обслуговування холодильно-компресорних машин і установок | монтаж і обслуговування холодильно-компресорного устаткування                                                                             |
| 6.    | Зберігання, консервування та переробка м'яса                      | участь у розробці і впровадженні технологічних процесів і режимів виробництва та консервування м'яса і м'ясних продуктів                  |
| 7.    | Зберігання, консервування та переробка молока                     | участь у розробці і впровадженні технологічних процесів і режимів виробництва та консервування молока і молочних продуктів                |
| 8.    | Зберігання, консервування та переробка плодів і овочів            | участь у розробці і впровадженні технологічних процесів і режимів виробництва та консервування плодів і овочів                            |
| 9.    | Ветеринарна медицина                                              | проведення ветеринарних робіт |